# Wouter Scheelen
Wouter Scheelen est un footballeur belge né le 16 octobre 1985 Hasselt (Belgique).
Il évolue comme milieu de terrain à Lommel United depuis  2012.

## Palmarès
- Oud-Heverlee Louvain
  - Champion de 2e division belge en 2011.